# Confessions Part. II
Singles de Usher
Burn
(2004) My Boo
(2004)
Confessions Part. II, sorti en mai 2004, est le troisième single de l'album Confessions du chanteur américain de RnB Usher. Tout comme le précédent single Burn, cette chanson traite des relations au sein du couple et particulièrement de l'infidélité. Elle est la suite de l'interlude Confessions.

Le clip de "Confessions Part II" a été co-réalisé par Usher et le réalisateur de clip Chris Robinson, filmé en avril 2004, qui a également réalisé le clip du quatrième single de l'album, "My Boo". "Confessions (Interlude)"

Le clip met en vedette les actrices Angell Conwell et Robinne Lee dans le rôle des deux amours d'Usher, comme mentionné dans la chanson.